# Slammiversary XVIII
Slammiversary 2020 è stata la diciottesima edizione dell'omonimo pay-per-view prodotto da Impact Wrestling, svoltosi il 18 luglio 2020 a Nashville (Tennessee).

## Risultati
| # | Match                                                                        | Stipulazioni                                                                        | Durata |
| - | ---------------------------------------------------------------------------- | ----------------------------------------------------------------------------------- | ------ |
| 1 | Alex Shelley e Chris Sabin hanno sconfitto Dezmond Xavier e Zachary Wentz    | Tag team match                                                                      | 14:20  |
| 2 | Moose ha sconfitto Tommy Dreamer                                             | Old school rules match                                                              | 11:20  |
| 3 | Kylie Rae ha vinto eliminando per ultima Taya Valkyrie                       | Gauntlet match per determinare la prima sfidante all'Impact Knockout's Championship | 19:20  |
| 4 | Chris Bey ha sconfitto Willie Mack (c)                                       | Single match per l'Impact X Division Championship                                   | 10:00  |
| 5 | Ethan Page e Josh Alexander (c) hanno sconfitto Ken Shamrock e Sami Callihan | Tag team match per l'Impact Tag Team Championship                                   | 16:00  |
| 6 | Deonna Purrazzo ha sconfitto Jordynne Grace (c)                              | Single match per l'Impact Knockout's Championship                                   | 15:10  |
| 7 | Eddie Edwards ha sconfitto Ace Austin, Eric Young, Rich Swann e Trey         | Fatal five-way match per l'Impact World Championship                                | 24:30  |